# آرسن گریگوریان (آسو)
آرسن روبرتی گریگوریان (آسو) (ارمنی: Արսեն Ռոբերտի Գրիգորյան؛  زادهٔ ۲۲ ژانویهٔ ۱۹۷۴) خواننده اهل ارمنستان است. وی از سال ۱۹۹۱ میلادی تاکنون مشغول فعالیت بوده است.

## زندگی‌نامه
وی در ۲۲ ژانویهٔ ۱۹۷۴ در ایروان به دنیا آمد . همچنین برندهٔ جوایزی همچون هنرمند شایسته جمهوری ارمنستان شده است.